# Caràcter de Dirichlet

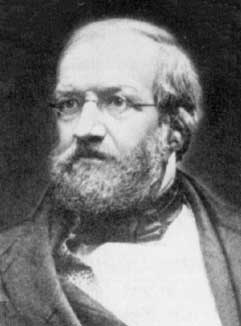
Johann Peter Gustav Lejeune Dirichlet

En matemàtiques, i més precisament en aritmètica modular, un caràcter de Dirichlet és una funció particular, sovint notada χ, del conjunt de les congruències sobre els enters en el conjunt dels nombres complexos.
Va ser descoberta per Dirichlet (1805 – 1859) per a la demostració del seu teorema de la progressió aritmètica.

## Definicions
En aquest article n designa un enter estrictament positiu. Els caràcters de Dirichlet es defineixen naturalment sobre el grup de les unitats (notat U en aquest article) de l'anell ℤ/nℤ:
- Un caràcter de Dirichlet χ és un caràcter del grup de les unitats U.

Aquí, un caràcter és un morfisme d'un grup abelià finit en el conjunt dels nombres complexos.
- El conductor d'un caràcter de Dirichlet és l'enter n que defineix l'anell ℤ/nℤ.

- Un caràcter de Dirichlet és anomenat primitiu si i només si el seu nucli es redueix a l'element neutre.

- El caràcter de Dirichlet que val 1 sobre el grup de les unitats es diu caràcter principal de conductor n.

- El caràcter de Dirichlet que val 1 sobre tots els enters es diu caràcter trivial.

## Definició històrica
La definició històrica considera un caràcter de Dirichlet com la composició ψo φ on φ designa el morfisme canònic del conjunt dels nombres enters ℤ en ℤ/nℤ i ψ el prolongament de χ sobre ℤ/nℤ pel valor 0. Així, si x és un element no invertible de ℤ/nℤ, llavors ψ(x) = 0, sinó ψ(x) = χ(x).
Un enter k té per a imatge la imatge de la seva classe pel morfisme perllongat en 0 fora del grup de les unitats. Es caracteritza per les propietats següents:
- Existeix un enter positiu n tal que per a qualsevol k enter χ(k + n) = χ(k), això significa que el caràcter és periòdic de període n.
- Si k no és primer amb n llavors χ(k) és nul.
- Si k i l són dos enters, llavors χ(k.l)=χ(k).χ(l)
- χ(1) = 1

Per definició, un caràcter de Dirichlet és una funció completament multiplicativa.

## Propietats

### Propietats elementals
- L'ordre del grup de les unitats és igual a φ(n) si φ designa la Funció Fi d'Euler.
- El valors dels caràcters són dins les arrels φ(n)-èsimes.

Aquesta propietat és una conseqüència del teorema de Lagrange.
- El producte de dos caràcters és un caràcter.

- Si χ és un caràcter, llavors el conjugat de χ també és un caràcter, correspon al seu caràcter invers per la multiplicació.

- La imatge de l'invers d'una unitat per un caràcter de Dirichlet és el conjugat de la seva imatge.

### Anàlisi harmònica
- Els caràcters de Dirichlet formen un grup isomorf al grup de les unitats U.

Aquesta propietat és la pròpia del conjunt dels caràcters de tot grup abelià finit. Es demostra en el paràgraf grup abelià de l'article Caràcter d'un grup finit.
Aquí CU indica el conjunt de les funcions de grup de les unitats de valors complexos. És un espai vectorial complex. Se'l pot dotar del producte hermític notat aquí <, > i definit per:
El conjugat d'un nombre complex c aquí s'escriu c*.
- El conjunt dels caràcters de Dirichlet forma una base ortonormal de CU.

Aquesta propietat també és general per a tots els de caràcters d'un grup abelià finit. Es demostra en el paràgraf grup abelià de l'article Caràcter d'un grup finit.
La transformada de Fourier d'una funció f de CU, és una funció notada aquí {\displaystyle \scriptstyle {\widehat {f}}} del conjunt dels caràcters, notat aquí {\displaystyle \scriptstyle {\widehat {U}}} i amb valors en els complexos. Verifica la fórmula següent:
El teorema de Plancherel expressa la igualtat següent:

### Símbol de Legendre
- Si n és més gran que 2, llavors l'ordre del grup de les unitats és parell.

En efecte, si p és un nombre primer divisor de n i n és diferent de 2 llavors p - 1 és un divisor de φ(n) i p - 1 és parell. Si no n és igual a 2r o r és un enter estrictament més gran que 1 i φ(n) és igual a 2r - 1.
- Si n és una potència d'un nombre primer senar llavors existeix un caràcter no principal amb valors reals, és el símbol de Legendre.

En efecte, si el conductor és una potència d'un nombre primera senar, llavors el grup de les unitats és cíclic. L'ordre del grup multiplicatiu és parell, existeix per tant un únic element d'ordre dos. El grup dels caràcters, isomorf al grup multiplicatiu no conté més que un element d'ordre dos.
Si un caràcter és de valors reals, com els valors són arrels de la unitat, no poden ser més que iguals a 1 o -1, és per tant d'ordre dos. Com que no existeix més que un element d'ordre dos, no existeix més que un caràcter amb valors reals diferent del caràcter principal. Ara bé el símbol de Legendre és un caràcter no principal. Amb això es completa la demostració.

## Teorema de la progressió aritmètica

### Producte d'Euler
L'objectiu inicial dels caràcters de Dirichlet és d'enumerar els nombres primers en una classe x de ℤ/nℤ això significa demostrar el teorema de la progressió aritmètica. Fixant-se que, a excepció dels divisors primers de n, (que n'hi ha un nombre finit), aquests nombres primers es troben tots en les classes del grups de les unitats notat U. Per tant, és útil escollir x una classe invertible.
Dirichlet busca una funció de valors complexos ω de D×U on Ddesigna el semi-pla complex dels nombres. La part real dels quals és estrictament més gran que 1. El valor en (s, x) ha de subministrar prou informacions per concloure. Escull la funció següent:
El teorema de Plancherel permet una expressió més atractiva:
La fórmula final té un avantatge: el producte ja no queda limitat als nombres primers inclosos en la classe x sinó a tots els enumeres primers. Aquest producte porta el nom de producte eulerià.

### Sèries L de Dirichlet
Les tècniques associades al producte eulerià permeten expressar el producte precedent sota una forma més agradable:
- La funció L(s, χ) es diu sèrie L de Dirichlet del caràcter χ.

La convergència és absoluta si s és un nombre complex amb una part real > 1. Per continuació analítica, aquesta funció es pot estendre a una funció meromorfa sobre el pla complex enter.
Les sèries L de Dirichlet són les generalitzacions directes de la funció zeta de Riemann i apareixen com a preeminents en la hipòtesi de Riemann generalitzada.

## Història
Els caràcters de Dirichlet i les seves sèries L van ser introduïts per Dirichlet, el 1831, per tal de provar el teorema de Dirichlet a propòsit de la infinitat dels nombres primers en les progressions aritmètiques. L'extensió a les funcions holomorfes va ser complertada per Bernhard Riemann.